# 濱田道子
濱田道子（はまだ みちこ、MICHIKO HAMADA、1989年8月15日-）は、日本のシンガーソングライター、ボーカリスト、作曲家、作詞家、編曲家。兵庫県生まれ。血液型はB。フリーの作編曲家として、自身の音楽活動の企画・制作・プロモーションをセルフプロデュースしている。

## 来歴
音楽好きの母親の影響を受け、幼い頃から主に60〜80年代の洋楽を聴く。3歳からピアノを習い始め、9歳から邦楽などのポップスピアノを独学で勉強。16歳からピアノ弾き語りを始め、地元のCDショップでライブを行う。
高校卒業後、本格的に音楽を勉強するため大阪音楽大学短期大学部ジャズ・ポピュラー専攻ヴォーカル科に進学。様々な音楽ジャンル、パフォーマンスを学ぶ。
主に関西の様々なライブバーにて、ピアノ弾き語りのレギュラーワンマンライブに出演。
2008年
- BAKKY主催のシンガーコンテスト「BEST OF SINGER全国決勝大会」に出場。

2011年
- マイク眞木のディナーショーの幕間にて演奏。
- 中野督夫(センチメンタルシティーロマンス)のソロライブにて一曲参加[8]。

2012年
- バンミュージックスクールにて、1年ほどボーカル講師を始める[9]
- ユニバーサル・スタジオ・ジャパンのパフォーマンス・オーディションに合格[10]。1年間、パフォーマーとして出演する。合格当時はキーボーディストとして採用されたが、洋楽の歌唱力が認められ、ユニバーサル・ スタジオ・ジャパンで初、外国人枠でギター・ヴォーカルを務める。
- 株式会社ナッシュスタジオとヴォーカリスト契約。
- 山形グランドホテル等の多数のCMに起用される。

2013年
- ハウステンボスのパフォーマーとして、３つのショーに出演[11]。
- 株式会社KORG とデモンストレーター、レコーディングシンガーとして契約。
- 株式会社SoCoGroup にてヴォーカル講師。

2014年
- よさこい楽曲のヴォーカルレコーディング。
- 小柳ルミ子さんご本人が営業で歌われる際に使用される楽曲のカラオケのコーラレコーディング。
- 2014年、BAKKY主催のシンガーコンテスト「BEST OF SINGER全国決勝大会」に出場[12]。

2015年
- 4月よりリニューアルされた ABC 朝日放送『パネルクイズアタック25』のオープニング曲のヴォーカルレコーディング（クレジット表記はなし）
- 株式会社ナッシュスタジオにて、作曲家として活動を開始。
- ソウルアロー株式会社にてヴォーカル講師。
- 大人の家庭教師トライにてヴォーカル講師。
- 1st シングル CD『あの街の風』発売。
- 大和ハウス工業 クリスマスパーティーでの演奏。

2016年
- 2nd シングル CD『明日をみつめて』発売。（c/w 花）

2017年
- 3rd シングル CD『虹を架けて』発売。（c/w 月灯りの下）

2018年
- エクシブ琵琶湖にてカウントダウン演奏。
- 母校である兵庫県立西宮甲山高等学校のイメージソング「彩 ~いろどり~」作曲・編曲。

2019年
- 活動拠点を東京に移す。[14]

2021年
- YouTube Live を使った M's RADIO を始める。

## 人物

### 音楽性
好きなアーティストとしてキャロル・キング、ダイアン・バーチ、ボニー・レイット、リンダ・ロンシュタット、スティーヴィー・ワンダー、エミルー・ハリス、カーペンターズ、テイラー・スウィフト、デュア・リパ、ジェス・グリン、エド・シーラン、エアロスミス、Superfly、ウルフルズなどを挙げており主に60年代から90年代の洋楽に影響を色濃く受けている。

## ディスコグラフィ

### シングル
| 発売日         | タイトル       |
| 2015年9月6日   | あの街の風     |
| 2016年4月24日  | 明日をみつめて |
| 2017年11月29日 | 虹を架けて     |
| -------------- | -------------- |